# Reactor reproductor

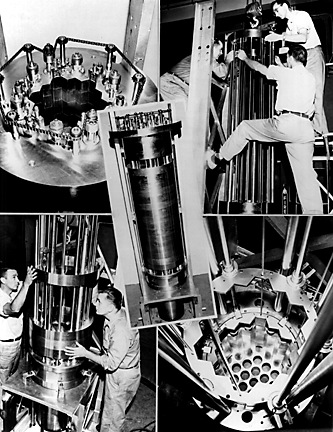
Estructura del núcleo del Reactor reproductor experimental I en Idaho, 1951.

Un reactor reproductor (en inglés: Breeder Reactor) es un reactor nuclear que genera más material fisible en el combustible que el que consume. Estos reactores inicialmente (entre la década de 1940 y la de 1960) fueron considerados de gran atractivo debido a su superior economía de combustible: un reactor normal consume menos del 1% del uranio natural que inicia el ciclo del combustible, mientras que un 'reproductor' puede quemar hasta el 100% (menos las pérdidas por reprocesamiento), también genera menos cantidad de desechos para las mismas cantidades de energía. Los reproductores pueden ser diseñados para usar torio, que es más abundante que el uranio. Actualmente, existe renovado interés en ambos diseños de reproductores debido al incremento en el precio del uranio natural.
El material fisible es producido por la irradiación de neutrones de material fértil, particularmente uranio-238 y torio-232. Esto sucede en alguna extensión en la mayor parte de los reactores. Hacia el final de su vida, un elemento de combustible de uranio (que no sea un combustible de óxidos mezclados o MOX, solo uranio) en un reactor de agua a presión está produciendo más energía del plutonio creado que del uranio-235 restante. En un reactor reproductor, los materiales fértiles son proporcionados deliberadamente, en el combustible y/o en una cubierta reproductora que rodea al núcleo. Históricamente, una máquina diseñada específicamente para crear más combustible que el que consume es llamada un reproductor.

## Proporción de reproducción
Una medida del desempeño del reactor es la proporción de reproducción (la cifra promedio de átomos fisibles creados por evento de fisión). Históricamente, la atención se ha enfocado en reactores con bajas proporciones de reproducción, desde la 1,01 para la central nuclear de Shippingport funcionado con torio como combustible y refrigerado con agua ligera convencional hasta la de 1,2 para el BN-350 ruso, un reactor refrigerado por metal líquido. Los modelos teóricos de reproductores con refrigerante de sodio líquido fluyendo a través de tuberías al interior de los elementos del combustible (construcción del tipo "tubo al interior de la carcasa") muestra que son posibles proporciones de reproducción de al menos 1,8. Las proporciones de reproducción de los reactores comerciales no reproductores son inferiores a 1; sin embargo, las tendencias de la industria están empujando las proporciones de reproducción constantemente hacia el alza, haciendo de la distinción entre ambos tipos de reactores indistinguible.

## Reproducción versus quemado
Todos los reactores comerciales reproducen combustible, pero ellos tienen bajas (aunque aún significativas) proporciones de reproducción cuando se les compara a las máquinas que son tradicionalmente consideradas reproductoras. En años recientes, la industria de la energía comercial ha estado enfatizando combustibles de alto quemado, que duran más en el núcleo del reactor. Cuando el quemado se incrementa, un porcentaje más alto de la potencia total es debida a la reproducción de combustible en el reactor. Con un quemado de 30 gigawatt-días por tonelada métrica de uranio (GWd/MTU), aproximadamente el 30 por ciento de la energía total proviene del plutonio reproducido. Con 40 GWd/MTU, esto se incrementa a aproximadamente 40 por ciento. Esto corresponde a una proporción de reproducción de aproximadamente 0,4 a 0,65. Consecuentemente, este efecto extiende el ciclo de vida para tales combustibles, algunas veces, a cerca del doble de lo que sería en otras condiciones. El combustible MOX tiene un efecto de reproducción más pequeño que el combustible de U-235 y así es más difícil y ligeramente menos económico usarlo debido a su caída más rápida en reactividad a través del ciclo de vida.
Esto es de interés debido principalmente a que los reactores de las siguientes generaciones tales como el Reactor europeo presurizado, AP1000 y ESBWR están diseñados para alcanzar altos quemados. Esto se traduce directamente en proporciones de reproducción más altos. Los actuales reactor de potencia comerciales han alcanzado proporciones de aproximadamente 0,55 y los diseños de la siguiente generación de reactores como el AP1000 y el EPR deberían tener proporciones de reproducción de entre 0,7 y 0,8, lo que significa que ellos producen entre un 70% y un 80% del combustible que ellos consumen, mejorando su economía del combustible en 15 puntos porcentuales cuando se les compara a los actuales rectores de alto quemado.
La reproducción de combustible fisible es una característica común en los reactores, pero los reactores comerciales no se optimizan para esta característica que es denominada como un quemado mejorado. Hasta un tercio de la toda la electricidad producida en el actual inventario de reactores estadounidenses proviene de combustible reproducido, y la industria está trabajando fuertemente para incrementar ese porcentaje a medida que pasa el tiempo.

## Tipos de reactores reproductores
Se han propuesto dos tipos de reactores reproductores tradicionales:
- Reactor reproductor rápido (en inglés: Fast Breeder Reactor, FBR) — La superior economía de neutrones de un reactor de neutrones rápidos hace posible construir un reactor que, después de su carga inicial de combustible de plutonio, sólo requiere como materia prima uranio natural (o incluso empobrecido) como entrada para su ciclo de combustible. Este ciclo de combustible ha sido denominado economía del plutonio.

- Reactor reproductor termal (en inglés: Thermal Breeder Reactor) — Las excelentes características de captura de neutrones del uranio-233 fisible hacen posible construir un reactor moderado que, después de su carga inicial de uranio enriquecido, plutonio o MOX, solo requiere de torio como entrada de su ciclo de combustible. El torio-232 produce uranio-233 después de la captura de neutrones y de decaimiento beta.

En adición a esto, existe algún interés en los así llamados reactores de moderación reducida, que son derivados a partir de los reactores convencionales y usan combustibles y refrigerantes convencionales, pero que están diseñados para ser razonablemente eficientes como reproductores. Tales diseños típicamente alcanzan proporciones de reproducción de entre 0,7 y 1,01 o incluso más alto.

## Reprocesamiento
La fisión del combustible nuclear en cualquier reactor produce productos de la fisión que absorben los neutrones, y debido a esto es necesario realizar el reprocesamiento del combustible y de la camisa del reproductor si uno desea utilizar completamente su habilidad para reproducir más combustible del que consume. La técnica de reprocesamiento más común, la PUREX, es considerada una gran preocupación de proliferación debido a que tal tecnología de reprocesamiento puede ser usada para extraer plutonio de calidad para armas desde un reactor operado en un ciclo de reabastecimiento de combustible corto. Por esta razón, el ciclo de combustible cerrado del FBR es a menudo visto como una mayor preocupación de proliferación que el 'ciclo de combustible termal' de sólo un paso.
Sin embargo, a la fecha todos los programas de armas conocidos han usado reactores termales, por mucho más fáciles de construir, para producir plutonio, y existen algunos diseños tales como el del SSTAR que evitan los peligros de la proliferación al producir tanto bajas cantidades de plutonio a partir del U-238, como al producir tres tipos diferentes del isótopo del plutonio(Pu-239, Pu-240, y Pu-242) haciendo del plutonio reproducido imposible de usar para la fabricación de bombas atómicas.
Además, varios países están desarrollando métodos de reprocesamiento más resistentes a la proliferación que no separan al plutonio de los otros actínidos. Por ejemplo, el proceso pirometalúrgico cuando es usado para reprocesar combustible que proviene del reactor rápido integral deja grandes cantidades de actínidos radioactivos en el combustible del reactor. Al remover esos transuránicos en una planta de reprocesamiento convencional sería extremadamente difícil ya que muchos de los actínidos emiten una fuerte radiación neutrónica, que requiere que todo el manejo del material se haga en forma remota, previniendo así que el plutonio sea usado para bombas mientras que aún se es capaz de usarlo combustible para reactores.
Los reactores alimentados con torio pueden ser un riesgo de proliferación ligeramente más alto que los que usan uranio debido a que mientras que el Pu-239 muy a menudo fallará en fisionarse después de la captura neutrónica y producir Pu-240, el proceso correspondiente en el ciclo del torio es relativamente raro. El torio-232 se convierte en U-233, que casi siempre se fisionará exitosamente, lo que significa que existirá muy poco U-234 producido en la camisa de reproducción de torio/U-233 del reactor, y el U-233 puro resultante será comparativamente fácil de extraer y usar para armas. Sin embargo, por rutina ocurre el proceso opuesto (eliminación de neutrones), produciendo U-232, que tiene un fuerte emisor gamma, el Tl-208, en su cadena de decaimiento. Estos rayos gamma complican el manejo seguro de un arma y el diseño de su electrónica; esto explica porque el U-233 nunca ha sido investigado para el uso en armas nucleares más allá de demostraciones de prueba de concepto.

## Tipos de reactores asociados
Un diseño de reactor de neutrones rápidos, específicamente diseñados para resolver el tema del manejo de los desechos y del plutonio, era el Integral Fast Reactor (también conocido como un Reactor Reproductor Rápido Integral (en inglés: Integral Fast Breeder Reactor), aunque el reactor original no estaba diseñado para reproducir un exceso neto de material fisible).
Para resolver el problema del manejo de los desechos, el IFR tiene una unidad de reprocesamiento de combustible de electrodeposición en el mismo sitio que recicla el uranio y todos los transuránicos (no solo el plutonio) vía galvanoplastia, dejando solo los productos de la fisión de corta vida media en los desechos. Algunos de estos productos de fisión más tarde podrían ser separados para usos industriales o médicos y el resto enviado a un repositorio de desechos (donde ellos no tendrían que ser almacenados por un corto tiempo, por muchos órdenes de magnitud menores a los desechos que contienen transuránicos de larga vida media). Se considera que no sería posible desviar el combustible de este reactor para fabricar armas nucleares, ya que varios de los transuránicos experimentan espontáneamente fisión tan rápidamente que cualquier estructura se fundiría antes de que pudiera ser completada. El proyecto fue cancelado en el año 1994, a petición del entonces Secretario de Energía de Estados Unidos Hazel O'Leary.
El uso de un reactor reproductor asume el reprocesamiento nuclear de al menos la camisa reproductora, sin lo cual el concepto no tiene sentido. En la práctica, todos los programas de reactores reproductores propuestos también realizan el reprocesamiento del combustible. Esto es importante debido a la preocupación por la proliferación de armas nucleares, ya que cualquier nación que lleve a cabo el reprocesamiento usando las técnicas tradicionales de reprocesamiento de la familia PUREX de base acuosa podría potencialmente desviar el plutonio para la construcción de armas. En la práctica, el plutonio comercial de los reactores con quemado significativo requeriría sofisticados diseños de armas, pero la posibilidad debe ser considerada. Para solucionar esta preocupación, se han propuesto sistemas de reprocesamiento acuoso modificados, que agregan reactivos extras, forzando que las impurezas de actínidos menores tales como el curio y el neptunio se mezclen con el plutonio. Tales impurezas importan poco en un reactor de espectro rápido, pero convertir este plutonio en calidad para armas es extraordinariamente difícil, a tal grado que incluso sofisticados diseños de armas es lo más probable que fallen en funcionar correctamente. Sistemas tales como el TRUEX y el SANEX están ideados para resolver esto.
Sistemas más comprensivos tales como el sistema de piroprocesamiento del Reactor rápido integral (Integral Fast Reactor, IFR), que usa piscinas de cadmio derretido y electrorefineradores para reprocesar el combustible metálico directamente en la localización del reactor. Tales sistemas no solo mezclan todos los actínidos menores con tanto el uranio como el plutonio, ellos son compactos y autocontenidos, así que ningún material que contenga plutonio necesita nunca ser transportado lejos del sitio del reactor reproductor. Los reactores reproductores que incorporan esta tecnología lo más probable es que sean diseñados con proporciones de reproducción muy cercanas a 1,00, para que después de la carga inicial de uranio enriquecido y/o combustible de plutonio, el reactor fuera reabastecido con combustible solo con pequeñas entregas de metal de uranio natural. Una cantidad de metal de uranio natural equivalente a un bloque del tamaño de un cajón de leche entregado una vez al mes sería todo el combustible que un reactor de 1 gigawatt necesitaría. Semejantes reproductores autocontenidos actualmente son previstos como la última meta de lo autocontenido y autosoportante de los diseñadores de reactores nucleares.

## Reactor reproductor rápido

Esquema que muestra la diferencia entre los tipos Ciclo (en inglés: Loop) y Piscina (en inglés: Pool) de un LMFBR.

Al año 2006, las centrales nucleares construidas con reactores reproductores rápidos (Fast Breader Reactor, FBR) han sido del tipo reactores reproductores rápidos de metal líquido (en inglés: Liquid Metal Fast Breeder Reactor, LMFBR) refrigerados con sodio líquido. Estos han sido uno de dos diseños:
- Tipo Ciclo, en el que el refrigerante primario es hecho circular a través intercambiadores de calor primarios fuera del tanque del reactor (pero al interior del escudo biológico debido al sodio-24 radiactivo en el refrigerante primario)
- Tipo Piscina, en el que los intercambiadores de calor primarios y las bombas están sumergidas en el tanque del reactor

Todos los actuales diseños de reactor usan metal líquido como el refrigerante primario, para transferir el calor desde el núcleo al vapor usado para impulsar a las turbinas que generan la electricidad. Se han construido FBR que son refrigerados por metal líquido distinto del sodio -algunos de los primeros FBR usaban mercurio, otros reactores experimentales han usado una aleación de sodio y potasio (NaK. Ambos tienen la ventaja de que ellas son líquidas a temperatura ambiente, lo que es conveniente para plataformas experimentales pero es menos importante para centrales nucleares pilotos o comerciales a escala real. El plomo y una aleación de plomo-bismuto también han sido usadas para reactores rápidos. Los méritos relativos del plomo versus el sodio también son discutidos en esta referencia. Mirando hacia el futuro, tres de los tipos de FBR de generación IV son:
- Reactor nuclear rápido refrigerado por gas (en inglés: Gas-Cooled Fast Reactor, GFR) refrigerado por helio.
- Reactor nuclear rápido refrigerado por sodio (en inglés: Sodium-Cooled Fast Reactor, SFR) basado en los diseños existentes del FBR de metal líquido (LMFBR) y del Reactor rápido integral.
- Reactor nuclear rápido refrigerado por plomo (en inglés: Lead-Cooled Fast Reactor, LFR) basado en unidades de propulsión naval soviéticas.

Los FBR usualmente usan un núcleo de combustible de óxido mezclado de hasta un 20% de dióxido de plutonio (PuO2) y al menos un 80% de dióxido de uranio (UO2). Otra opción de combustible son las aleaciones metálicas, normalmente una mezcla de uranio, plutonio y zirconio (usado porque es transparente para los neutrones). También se puede usar uranio enriquecido por sí mismo.
En muchos diseños, el núcleo está rodeado en una camisa de tubos que contienen uranio-238 no fisible que, al capturar los neutrones rápidos producto de la reacción en el núcleo, es convertido en plutonio-239 fisible (como lo es parte del uranio en el núcleo), que luego es reprocesado y usado como combustible nuclear. Otros diseños de FBR se apoyan en la geometría del combustible en sí mismo (que también contiene uranio-238), dispuesto para lograr la captura suficiente de neutrones rápidos. La sección eficaz del plutonio-239 (o el uranio-235) es mucho más pequeña en un espectro rápido que en un espectro termal, tal como lo es la razón entre la sección transversal de fisión del 239Pu/235U y la sección cruzada de absorción del 238U. Esto incrementa la concentración del 239Pu/235U necesario para sostener una reacción en cadena, así como la razón entre la reproducción y la fisión.
Por otro parte, un reactor rápido no necesita de un moderador para disminuir la velocidad de los neutrones, ya que toma ventaja de los neutrones rápidos para producir un mayor número de neutrones por fisión que los neutrones lentos. Por esta razón el agua líquida ordinaria, siendo un moderador así como un absorbedor de neutrones, es un refrigerante primario no deseable para los reactores rápidos. Debido a las grandes cantidades de agua que se requieren en el núcleo para enfriar al reactor, la producción de neutrones y por lo tanto de la reproducción de 239Pu son fuertemente afectadas. Se ha realizado trabajo teórico en los reactores de agua de moderación reducida, que pueden tener un espectro rápido suficiente para proporcionar una proporción de reproducción ligeramente por sobre 1. Probablemente esto resultaría en un reducción de potencia inaceptable y altos costos en un reactor refrigerado por agua líquida, pero el agua supercrítica usada como refrigerante en un reactor de agua supercrítica tiene la suficiente capacidad de calor para permitir una refrigeración adecuada con menos agua, haciendo un reactor de espectro rápido refrigerado por agua una posibilidad práctica. Adicionalmente, un reactor reproductor termal moderado por agua pesada, usando torio para producir uranio-233 también es posible (ver Reactor avanzado de agua pesada).
Se han construido varios prototipos de FBR, con una generación de electricidad que van desde el equivalente a unas pocas ampolletas del Reactor reproductor experimental I (en inglés: Experimental Breeder Reactor I, EBR-I) de 1951, a más de 1000 MWe. Al año 2006, la tecnología no es económicamente competitiva a la tecnología del reactor termal, pero India, Japón, China, Corea del Sur y Rusia están comprometiendo substanciales fondos de investigación para el desarrollo de reactores reproductores rápidos, anticipando que el aumento de los precios del uranio cambiará esto en el largo plazo. Alemania, en contraste, abandonó la tecnología debido a preocupaciones políticas y de seguridad. El reactor reproductor rápido SNR-300 fue finalizado después de 19 años a pesar de que los sobrecostos sumaron un total de 3,6 mil millones de Euros, sólo para ser abandonado.
También así con su programa de reproductor termal, India está desarrollando la tecnología FBR, usando tanto uranio como torio como materia prima.

## Reactor Reproductor Termal
El reactor avanzado de agua pesada (en inglés: Advanced Heavy Water Reactor, AHWR) es uno de los pocos que propone el uso en gran escala de torio. Al año 2006 solo India está desarrollando está tecnología. El interés de India está motivado por sus substanciales reservas de torio; casi un tercio de las reservas mundiales de torio se encuentra en India, que en contraste tiene menos del 1% del uranio mundial. Su intención declarada es usar tanto reactores reproductores rápidos como termales para abastecer tanto su propio combustible como un exceso para reactores termales no reproductores. Los recursos mundiales totales de torio son aproximadamente tres veces que los de uranio, así que en el extremo largo plazo esta tecnología puede convertirse en un interés más general.
El reactor de fluoruro líquido (en inglés: Liquid Fluoride Reactor, LRF) también fue desarrollado como un reproductor termal. Los reactores de fluoruro líquido tienen muchas características atractivas, tales como una profunda seguridad inherente (debido a su fuerte coeficiente negativo de temperatura de reactividad y su habilidad para drenar su combustible líquido en una configuración refrigerada pasivamente y no crítica) y facilidad de operación. Ellos son particularmente atractivos como reproductores termales debido a que pueden aislar el protactinio-233 (el producto de reproducción intermedio del torio) a partir del flujo de neutrones y permiten el decaimiento a uranio-233, que puede ser regresado al reactor. Los típicos reactores de combustible sólido no son capaces de lograr este paso y por lo tanto se forma U-234 al someterlo a irradiación por más neutrones.

## Reactor de Onda Viajera
Un tipo teórico de reactor reproductor autocontenido llamado reactor de onda viajera se propuso en una patenta solicitado por Intellectual Ventures. Si fuera construido, sería alimentado por combustible de uranio natural, uranio empobrecido o torio, y sería capaz de operar por muchos años sin necesidad de ninguna clase de reabastecimiento de combustible.

## Desarrollo del reactor reproductor y reactores reproductores famosos
Los FBR han sido construidos y operados en Estados Unidos, Reino Unido, Francia, la antigua Unión Soviética, India y Japón. Un FBR experimental en Alemania fue construido pero nunca fue operado. Existen muy pocos reactores reproductores actualmente en uso para la generación de energía, existen unos pocos planificados, y otros pocos que están siendo usados para la investigación relacionada con la iniciativa del reactor de generación IV. En muchos países, ha habido oposición política a la energía nuclear, y así muchos reactores reproductores han sido apagados, o está planificado que se apaguen, con variadas justificaciones.

### Francia

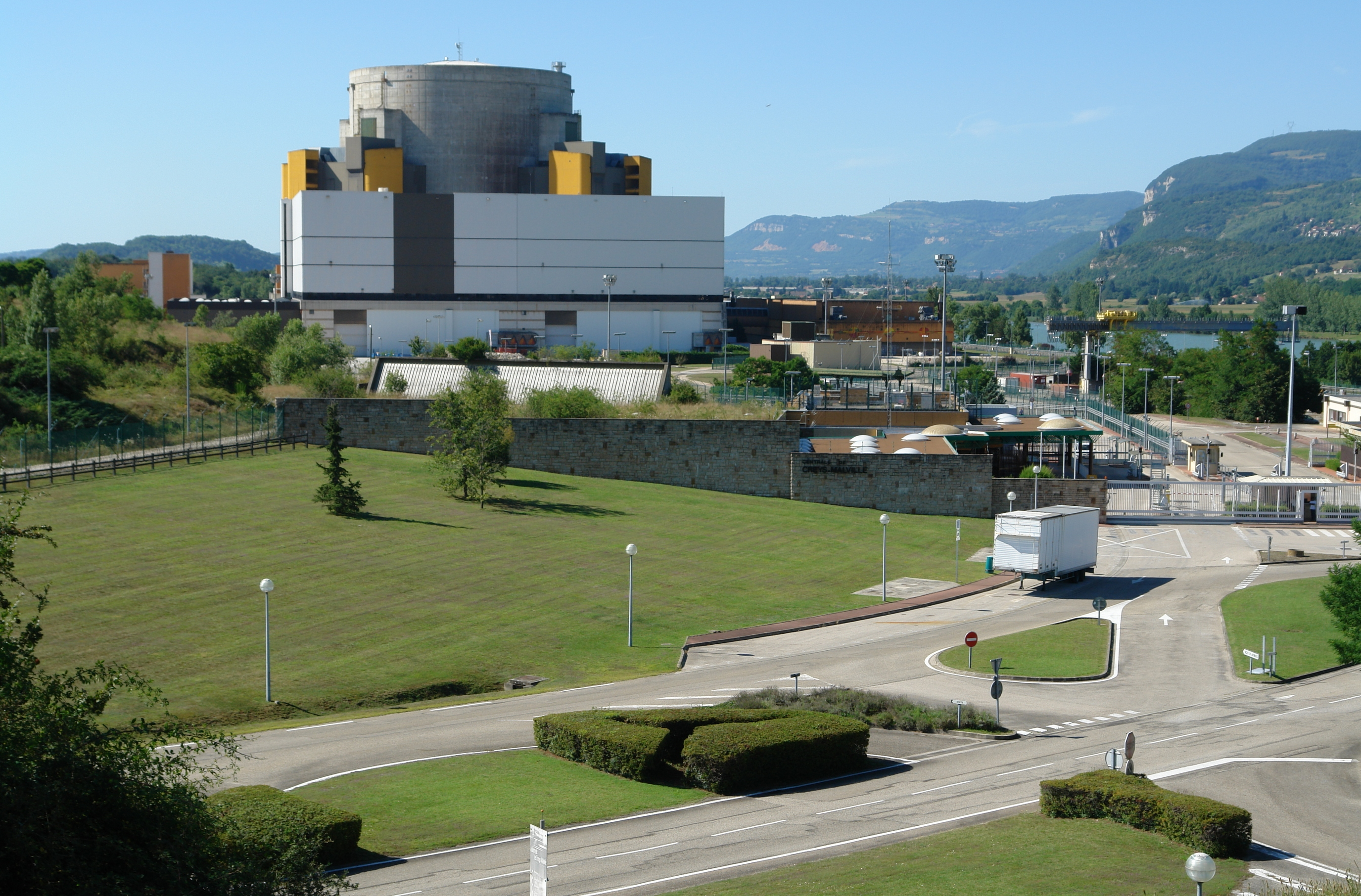
Superphénix, el reactor reproductor rápido más grande.

El primer reactor rápido de Francia, el Rapsodie alcanzó su primera criticidad en el año 1967. Construido en Cadarache cerca de Aix-en-Provence, el Rapsodie era un reactor del tipo ciclo con una salida termal de 40MW y sin instalaciones para generación de electricidad, fue cerrado en el año 1983. La planta también fue un foco de actividad política antinuclear por el Partido Verde y otros grupos. Los grupos del ala derecha decían que la planta fue cerrada por razones políticas y no por la carencia de generación de energía.
Este fue seguido por el Phénix de 233 MWe, conectado a la red de abastecimiento eléctrico desde 1973, tanto como una central nuclear y más importante como el centro del trabajo de reprocesamiento de los desechos nucleares usando la transmutación. Fue apagado definitivamente en el año 2009. El factor de carga de tiempo de vida estaba justo abajo del 40%, de acuerdo a la base de datos de la IAEA.
El Superphénix, de 1200 MWe, entró en servicio en el año 1984 y al año de 2006 permanece el FBR más grande construido. Fue apagado el año 1998 debido al compromiso político del gobierno de izquierda con las fuerzas competitivas del mercado. La central nuclear no había producido por la mayor parte de los diez años anteriores. El factor de carga de tiempo de vida fue del 7,9% de acuerdo a la IAEA.

### Alemania
Alemania ha construido dos FBR.
El KNK-II como un reactor de investigación fue convertido desde un reactor termal, el KNK-I, que había sido usado para estudiar la refrigeración mediante sodio. El KNK-II logró por primera vez criticidad como un reactor rápido en el año 1977, y produjo 20 MWe. Fue apagado en el año 1991 y está siendo desmantelado.
La construcción del SNR-300 de 300MWe en Kalkar en Renania del Norte-Westfalia fue completado en 1985 pero nunca operó. El costo pasó desde 0,5 mil millones de marcos alemanes hasta 7,1 mil millones de marcos alemanes, el accidente de Three Mile Island había aumentado la oposición pública a la energía nuclear, y el previsto aumento en el consumo de electricidad no había ocurrido. La planta fue mantenida y con personal hasta que una decisión de cerrarla fue hecha finalmente tomada en 1991, y ha sido descomisionada. Actualmente el sitio es usado por el parque de atracciones Wunderland Kalkar.

### India
India tiene un programa de desarrollo activo tanto para reactores reproductores rápidos y termales.
El primer Reactor Reproductor Rápido de Pruebas (en inglés: Fast Breeder Test Reactor, FBTR) de 40 MWt de India obtuvo su criticidad el 18 de octubre de 1985. De esta forma, India se convirtió en la sexta nación en tener la tecnología para construir y operar un FBTR después de Estados Unidos, Reino Unido, Francia, Japón y la antigua Unión Soviética. India ha desarrollado la tecnología para producir combustible de carburo mezclado de U-Pu rico en plutonio. Este puede ser usado en el Reactor Reproductor Rápido.
Actualmente los científicos del Centro Indira Gandhi para la Investigación Atómica (en inglés: Indira Gandhi Centre for Atomic Research, IGCAR), una de las instituciones de investigación y desarrollo nuclear de India, están trabajando en la construcción (ya en sus etapas finales) de otro FBR —el reactor reproductor rápido prototipo de 500 MWe- en Kalpakkam, cerca de Chennai, con planes para construir más como parte de su programa de energía nuclear de tres etapas.
India tiene la capacidad de usar procesos basados en el ciclo de torio para extraer combustible nuclear. Esto es de especial significancia para la estrategia de generación de energía nuclear de India ya que esta tiene grandes reservas de torio — aproximadamente 660.000 toneladas en Kerala  — que pueden abastecer a proyectos nucleares por un estimado de 2.500 años. Los costos más altos de construcción en comparación con los Reactores de Agua Pesada Presurizada (en inglés: Pressurised Heavy Water Reactor, PHWR) actualmente en uso es una de las principales razones de porque India está mirando en la opción más barata — el combustible de uranio.

### Japón
Japón ha construido un FBR de demostración, la central nuclear Monju, en Tsuruga, Prefectura de Fukui, cooperando en el desarrollo de la base de investigación realizad por el FBR de investigación más antiguo, el reactor de Joyo. El Monju es un reactor del tipo ciclo alimentado por combustible MOX y refrigerado por sodio con tres ciclos de refrigeración primarios, y produciendo 714 MWt o 280 MWe.
Monju comenzó a ser construido en 1985 y fue completado en 1991. Logró su primera criticidad el 5 de abril de 1994. Fue cerrado en diciembre de 1995 después de una fuga de sodio y un incendio en un circuito de refrigeración secundario, y se esperaba que fuera reiniciado en el 2008. El reactor fue reiniciado para realizar pruebas en mayo de 2010, con la meta de comenzar su uso productivo en el 2013. Sin embargo, el 26 de agosto de 2010, una "Máquina de Transferencia de Recipiente Interna" de 3,3 toneladas métricas cayó sobre el recipiente del reactor cuando estaba siendo removida después de una operación programada de reemplazo de combustible. El aparato caído no fue recuperado desde el recipiente del reactor hasta el 23 de junio de 2011.
En abril de 2007, el gobierno japonés seleccionó a Mitsubishi Heavy Industries (MHI) como la compañía nuclear en el desarrollo del FBR en Japón. Poco después de eso, MHI creó una nueva compañía, Mitsubishi FBR Systems (MFBR), con el propósito explícito de desarrollar y finalmente vender tecnología FBR.

### Reino Unido
El programa de reactor rápido del Reino Unido fue conducido en Dounreay, Escocia, desde 1957 hasta que el programa fue cancelado en 1994. Se construyeron tres reactores, dos de ellos eran reactores de neutrones rápidos, y el tercero, el DMTR, era un reactor de investigación moderado con agua pesada usado para realizar pruebas de materiales para el programa. Las instalaciones de fabricación y reprocesamiento del combustible para los dos reactores rápidos y para las estructuras de prueba para el DMTR también eran fabricadas en el mismo lugar. El Reactor Rápido Dounreay (en inglés: Dounreay Fast Reactor, DFR) logró su primera criticidad en 1959. Usaba un refrigerante de NaK y producía 14MW de electricidad. Esto fue seguido por el Reactor Rápido Prototipo (en inglés: Prototype Fast Reactor, PFR) refrigerado por sodio de 250 MWe en la década de 1970. El PFR fue cerrado en 1994 cuando el gobierno británico retiró el apoyo financiero principal para el desarrollo de la energía nuclear, el DFR y el DMTR habían sido cerrados previamente.

### Estados Unidos
El 20 de diciembre de 1951, el reactor rápido Reactor Reproductor Experimental I, EBR-I (en inglés: Experimental Breeder Reactor-1, EBR-I) en el Idaho National Laboratory, ubicado en Idaho Falls, Idaho; produjo suficiente electricidad como para alimentar cuatro ampolletas y encenderlas, y al siguiente día produjo suficiente energía como para alimentar a todo el edificio del EBR-I. Esto fue un hito en el desarrollo de los reactores nucleares de potencia. El reactor fue descomisionado en 1964.
La siguiente generación de los reactores reproductores experimentales fue el Reactor Reproductor Experimental II, EBR-II (en inglés: Experimental Breeder Reactor II, EBR-II]), que se puso en servicio en INEEL 
en 1964 y operado hasta 1994. Fue diseñado para ser una central nuclear integral, equipada para manejar el reciclamiento del combustible en la misma localización de la central. Normalmente operaba a 20 MW de una capacidad máxima de potencia de diseño de 62,5 MW, y proporcionaba el grueso del calor y electricidad para las instalaciones cercanas.
El primer LMFBR comercial, y el único construido hasta el momento en Estados Unidos, fue la Unidad 1 de 94 MWe de la Enrico Fermi Nuclear Generating Station. Diseñado en un esfuerzo conjunto entre Dow Chemical y Detroit Edison como parte del consorcio Atomic Power Development Associates, los trabajos iniciales en Lagoona Beach, Míchigan (cerca de Monroe, Míchigan) ocurrieron en el año 1956. La central entró en operación en 1963. Fue apagada el 5 de octubre de 1966 debido a altas temperaturas causadas por una pieza suelta de zirconio que estaba bloqueando las toberas refrigerantes del sodio derretido. Se encontraron daños parciales por derretimiento de seis de los subconjuntos dentro del núcleo. Este incidente fue la base del controversial libro del periodista investigador John G. Fuller titulado We Almost Lost Detroit, en castellano: Casi Perdimos a Detroit. El bloqueo del zirconio fue removido en abril de 1968, y la planta estuvo lista para reanudar su operación en mayo de 1970, pero un incendio del refrigerante de sodio retrasó su reinicio hasta julio. Subsecuentemente funcionó hasta agosto de 1972, cuando su licencia de operación no fue renovada por la autoridad.
El proyecto del reactor reproductor de Clinch River fue anunciado en enero de 1972. Un esfuerzo cooperativo entre el gobierno y la empresa privada, la construcción comenzó en forma irregular y se abandonó en 1982 debido a que Estados Unidos había detenido su programa de reprocesamiento nuclear gastado y eso hacía de los reactores reproductores una situación sin salida. El financiamiento para este proyecto fue cancelado por el congreso el 26 de octubre de 1983.
Las instalaciones de prueba de flujo rápido, que alcanzó su primera criticidad en 1980, no es un reproductor sino que es un reactor rápido refrigerado por sodio. A la fecha se encuentra apagado frío.

### Unión Soviética y Rusia
La Unión Soviética construyó una serie de reactores rápidos, el primero siendo uno refrigerado por mercurio y alimentado con combustible de plutonio metálico, y los últimos siendo centrales de refrigeración por sodio y alimentados con combustible de óxido de plutonio.
BR-1 (1955) de 100W (termales) fue seguido por el BR-2 de 100 kW y más tarde por el BR-5  de 5MW.
BOR-60 (primera criticidad en 1969) de 60 MW, cuya construcción comenzó en 1965.
BN-350 (1973) fue el primer FBR de tamaño operacional soviético. Se construyó en la península de Mangyshlak en Kazajistán en la costa del mar Caspio, proporcionaba 130 MW de electricidad además de 80.000 toneladas por día de agua potable desalinazada a la ciudad de Aktau. Su potencia total era evaluada al equivalente de 350MWe, de ahí su designación.
BN-600 (1986, fin de vida en 2020) de 1470MWth / 600MWe.
BN-800 (diciembre de 2016) de 2.100MWth / 885MWe.
Existen planes para la construcción del BN-1200 (1200 MWe.)

## Futuras centrales
En el 2003 un FBR de diseño propio fue planeado para India, que debería estar completado para el 2010. El programa FBR de India incluye el concepto de usar torio-232 fértil para reproducir uranio-233 fisible. India también está desarrollando un reactor reproductor termal usando torio. Un reproductor termal no es posible con una tecnología basada únicamente en uranio o plutonio. El combustible de torio es la dirección estratégica del programa de energía de India, debido a sus grandes reservas de torio, pero además las reservas mundiales conocidas de torio son aproximadamente cuatro veces que para el uranio. . El Departamento de Energía Atómica (Department of Atomic Energy, DAE) de India dice que simultáneamente construirá cuatro reactores reproductores adicionales de 500 MWe cada uno incluyendo dos en Kalpakkam.
El Reactor Rápido Experimental Chino (en inglés: China Experimental Fast Reactor, CEFR), programado para ser completad en 2008, es un prototipo de 25 MWe para el planificado Reactor Rápido Prototipo Chino (en inglés: China Prototype Fast Reactor, CFRP). Comenzó a generar energía el 21 de julio de 2011.
Corea del Sur está desarrollando un diseño para un FBR modular estandarizado para exportación, para complementar a los diseños del PWR (Reactor de Agua a Presión) y el CANDU que ellos ya desarrollaron y construyeron, pero todavía no se han comprometido a construir un prototipo.
El BN-600 (Beloyarsk NNP en el pueblo de Zarechny, óblast de Sverdlovsk) está aún en operaciones. Un segundo reactor (BN-800) entró en servicio en diciembre de 2016 y se prevé la construcción del BN-1200.
El 16 de febrero de 2006 Estados Unidos, Francia y Japón firmaron un "acuerdo" para investigar y desarrollar reactores rápidos refrigerados por sodio para apoyar el Global Nuclear Energy Partnership.